# Song for (Septet)
Song for (Septet) ist ein Jazzalbum von Mario Pavone. Die am 28. Februar und 1. März 1993 in New York entstandenen Aufnahmen erschienen am 25. April 1994 auf New World Records.

## Hintergrund
Neben seiner intensiven Zusammenarbeit mit dem Saxophonisten Thomas Chapin (der 1998 starb) spielte der Bassist Mario Pavone in den 1990er-Jahren außerdem mit Anthony Braxton, zu hören auf den Alben Duets (1993) und Seven Standards (1995 Quintet). Daneben leitete Pavone eine eigene Formation, ein Sextett mit Steve Davis, Thomas Chapin, Joshua Redman, Marty Ehrlich, Hotep Idris Galeta und Steve Johns, mit dem er im November 1991 das Album Toulon Days einspielte. In ähnlicher Besetzung entstand in einem Septett – Peter McEachern ersetzte Davis an der Posaune und Peter Madsen Galeta am Piano, zusätzlich Bill Ware am Vibraphon – 1993 das Folgealbum Song for (Septet).

## Titelliste
- Mario Pavone: Song For (Septet) (New World Records 80452-2, CounterCurrents 80452-2)[2]

1. George on Avenue A (Mario Pavone, Thomas Chapin) 7:48
2. 3 M Blues 7:02
3. Dance Off (Mario Pavone, Marty Ehrlich) 6:24
4. Chapulines 4:35
5. Song for M 6:38
6. Ciro (For Nick) 5:40
7. The Door (Thomas Chapin) 5:30
8. B Count 6:22

Sofern nicht anders angegeben, stammen alle Kompositionen von Mario Pavone.

## Rezeption
Richard Cook und Brian Morton zeichneten das Album mit dreieinhalb Sternen aus und schrieben in der sechsten Auflage des Penguin Guide to Jazz, die Besonderheit der Alben, die Pavone unter seinem eigenen Namen veröffentlicht hatte, sei die Hervorhebung der Posaune, entweder gespielt von Steve Davis oder von Peter McEachern. Als Solist sei Pavone seit Song For (Septet) nicht wirklich im Vordergrund, aber dort beginne sein von Charles Mingus beeinflusstes musikalisches Konzept Dividenden zu zahlen.
Die Redaktion von Allmusic verlieh dem Album drei Sterne.